# Сава, Рэзван
Рэ́зван Се́ргиу Са́ва (рум. Răzvan Sergiu Sava; 21 июня 2002, Тимишоара) — румынский футболист, вратарь клуба «Удинезе».

## Клубная карьера
Рэзван Сава начал заниматься футболом в родном городе Тимишоара, в местной спортивной школе. В юном возрасте переехал в Италию, где продолжил обучение в академии «Про Сесто», а затем попал в систему туринского «Ювентуса». В составе «Юве» он выступал за молодёжную команду, после чего был отдан в аренду в «Пескару», а затем в «Лечче».
С 2020 по 2022 год находился в молодёжной системе «Торино»,. В январе 2022 года вернулся в Румынию, подписав контракт с клубом ЧФР. Уже в следующем сезоне стал основным голкипером команды после ухода Симоне Скуффета и дебютировал в чемпионате Румынии 14 августа 2022 года в матче против «Ботошани».
Летом 2024 года Сава перешёл в итальянский клуб «Удинезе». В первом сезоне в Серии A он провёл 12 матчей, постепенно закрепляясь в составе.

## Карьера в сборной
Рэзван Сава стабильно вызывается в молодёжные сборные Румынии. Он выступал за команды U‑16, U‑17, U‑18 и U‑20.
В 2023 году получил дебютный вызов в состав молодёжной сборной Румынии.